# Gamepot mobile
Gamepot Mobileとはゲームポットが運営していた携帯電話用アプリゲームのこと。2011年8月4日にサービス終了した。

## 概要
携帯電話で本格的なRPGやポーカー・麻雀などの対戦ゲームが遊べた。アプリは月額課金であったり売り切りのものであったり様々。対応しているのはEZWeb限定。

## ゲーム一覧
RPG(ブランド名「RPGならココ」)
情報料は月額315円であるが初月無料のものが一部あった。（ただ登録月に解約した場合は1ヶ月分の情報料が請求された。）
- ルナルクロス
- ドラゴンキーパー
- ドラゴンキーパー2
- ドラゴンキーパー3
- 無双 巻ノ一
- 無双 巻ノ二
- 無双 巻ノ三

スポーツゲーム(ブランド名「スポーツならココ」)
情報料は一部のゲームを除き月額315円。
- ソウルストライク
- わくわく雪合戦
- トリッキーライダー
- ガチャサッカー3D
- わくわくベースボール3D
- わくわくゴルフ（月額210円）
- わくわくゴルフ2
- わくわくドッヂボール
- わくわくテニス
- 異種格闘技バトル
- 超攻撃テニス3D
- 超攻撃バレー
- わくわくエアーホッケー
- わくわくビーチバレー
- 超攻撃サッカー
- わくわくピンポン（売り切り：1ダウンロードにつき210円）
- わくわくベースボール（売り切り：1ダウンロードにつき210円）
- わくわく金メダルゴールド（売り切り：1ダウンロードにつき210円）
- わくわく金メダルシルバー（売り切り：1ダウンロードにつき210円）
- わくわくボウリング（売り切り：1ダウンロードにつき210円）

対戦ゲーム(ブランド名「対戦ならココ」)
情報料は月額315円。
- 対戦ポーカー
- 対戦リバーシ
- 対戦花札
- キャノンバトル
- 対戦麻雀